# アウトバーン 14
アウトバーン 14（ドイツ語: Bundesautobahn 14, BAB 14 または A 14）はドイツの高速道路、アウトバーンの一路線である。

## 概要
北のメクレンブルク＝フォアポンメルン州ヴィスマール付近から南のザクセン州ノッセン付近まで422 kmの路線を持つ主要道路である。2018年現在、310 kmが開通済みであり、2つの区間に分断されている。それらは以下の通りである。
- 北部区間：ヴィスマール - カールシュテット
- 南部区間：マクデブルク - ノッセン

なお、両区間の間に位置するシュテンダールとマクデブルクの間に短い区間がすでに開通している（コルビッツICとヴォルミアシュテットIC）。また、北部区間にIC番号は未定であり、数えは2018年現在暫定的に南部区間の起点で始まる。
起点付近でA20と交差してから、メクレンブルク＝フォアポンメルン州西部を縦断する。同州の州都シュヴェリーンを経由し、その付近でA24と交差する。ブランデンブルク州最北西の地のカールシュテット付近に北部区間が終わる。
南部区間はザクセン＝アンハルト州の州都マクデブルク付近で始まる。マクデブルクJCTでA2と交差した後、同州の南部を縦断する。ハレとザクセン州ライプツィヒを経由し、同州の中心部のノッセンJCTでA4と合流する。
本線全開通後、ドレスデン - ライプツィヒ - ハレ - マクデブルク - シュヴェリーン - ヴィスマールという東部ドイツの主要都市を接続し、ドレスデンをバルト海と直接に接続する幹線道路になる。

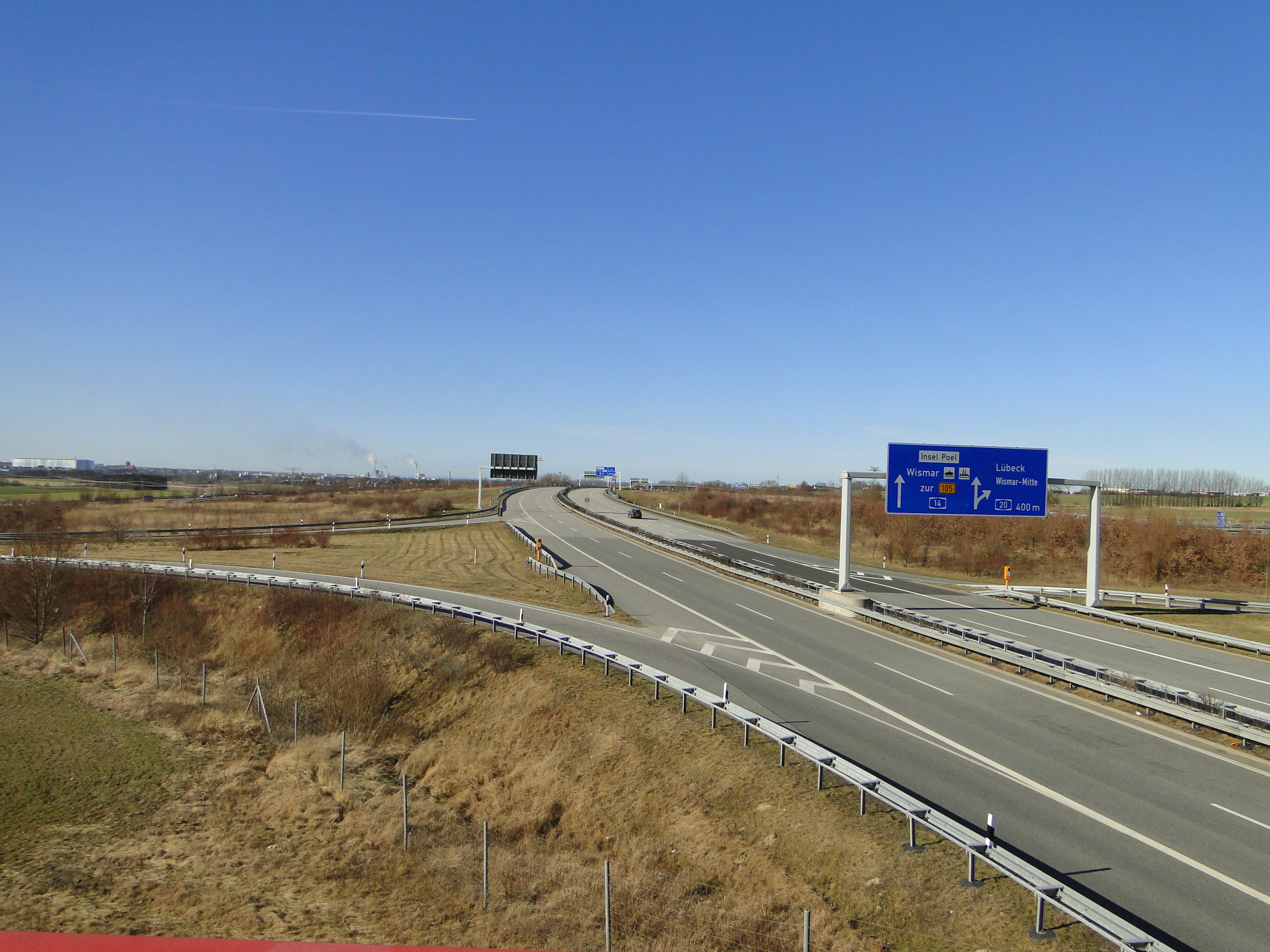
ヴィスマールJCT
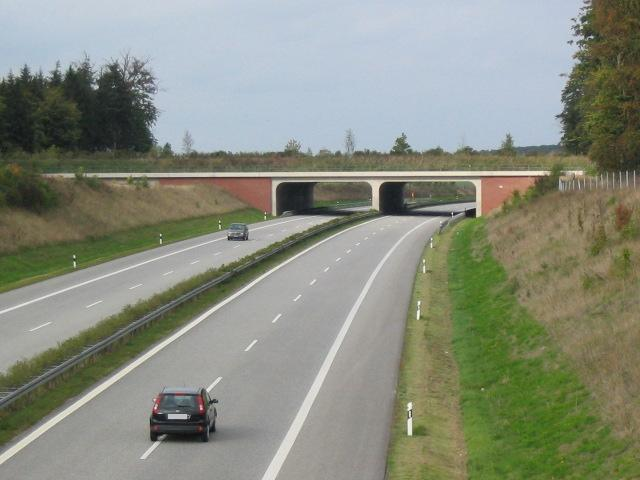
シュヴェリーン付近
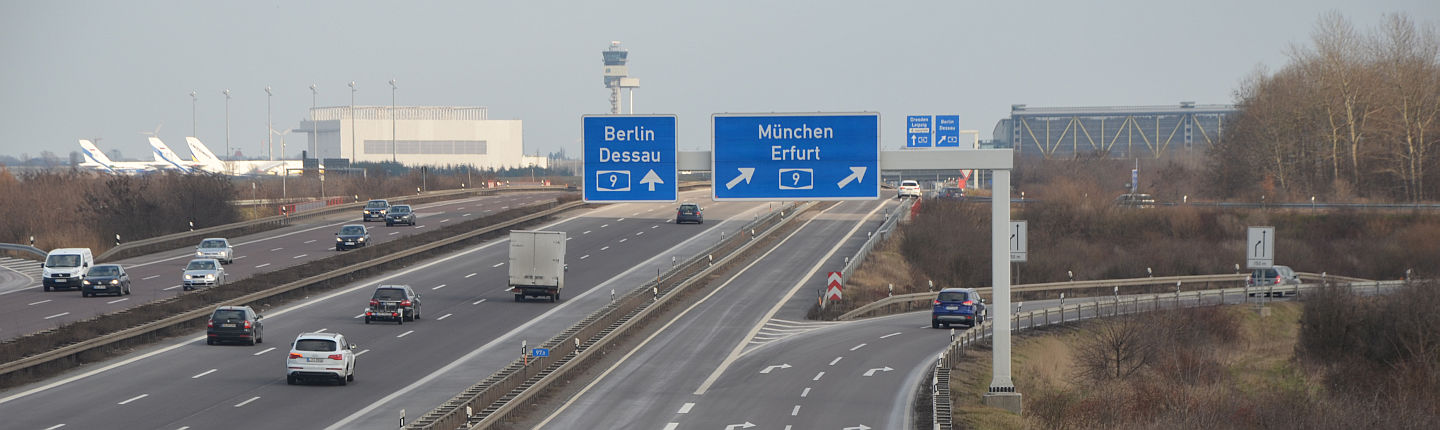
シュコイディッツJCT。背景にライプツィヒ/ハレ空港が見える
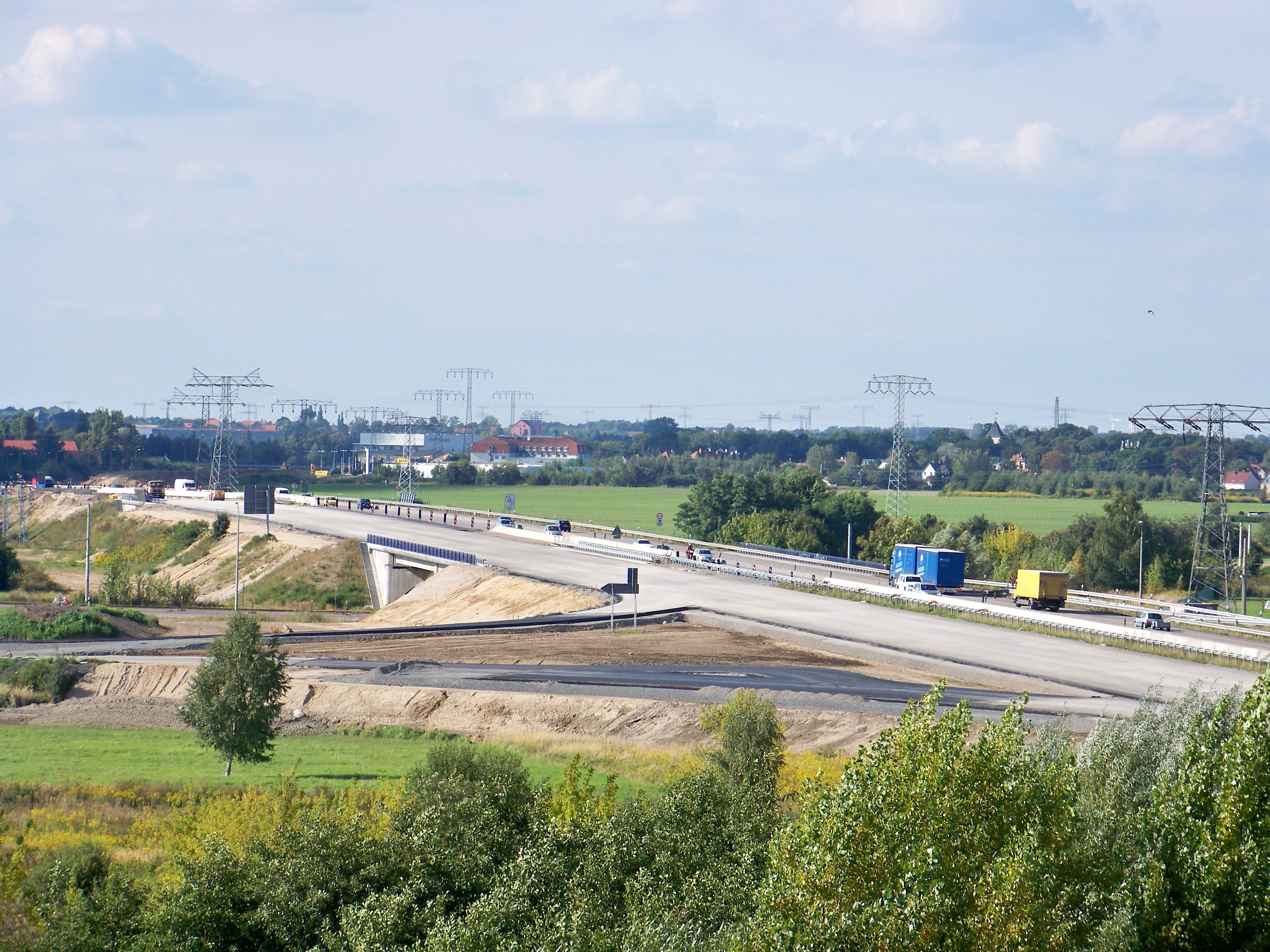
ライプツィヒ付近（拡大工事中）

## 行程
- 計画段階の新規インターチェンジおよびジャンクションは含まれていない。
- 接続路線名の特記がないものは州道または郡道。

| アウトバーン 14の行程一覧表 | アウトバーン 14の行程一覧表                  | アウトバーン 14の行程一覧表                          | アウトバーン 14の行程一覧表   | アウトバーン 14の行程一覧表         |
| IC 番号                     | 施設名                                       | 施設名                                               | 接続路線名                    | 州                                  |
| --------------------------- | -------------------------------------------- | ---------------------------------------------------- | ----------------------------- | ----------------------------------- |
| --                          | 起点                                         | 起点                                                 | --                            | メクレンブルク＝ フォアポンメルン州 |
| --                          | インターチェンジ                             | クリッツォー Kritzow                                 | 連邦道路105号線               | メクレンブルク＝ フォアポンメルン州 |
| --                          | ジャンクション                               | ヴィスマール交差点 Kreuz Wismar                      | アウトバーン 20               | メクレンブルク＝ フォアポンメルン州 |
| --                          | インターチェンジ                             | イェーゼンドルフ Jesendorf                           | --                            | メクレンブルク＝ フォアポンメルン州 |
| --                          | インターチェンジ                             | シュヴェリーン＝北 Schwerin-Nord                     | 連邦道路104号線               | メクレンブルク＝ フォアポンメルン州 |
| --                          | インターチェンジ                             | シュヴェリーン＝東 Schwerin-Ost                      | 連邦道路321号線               | メクレンブルク＝ フォアポンメルン州 |
| --                          | ジャンクション                               | シュヴェリーン交差点 Kreuz Schwerin                  | アウトバーン 24               | メクレンブルク＝ フォアポンメルン州 |
| --                          | インターチェンジ                             | ルートヴィヒスルスト Ludwigslust                     | 連邦道路191号線               | メクレンブルク＝ フォアポンメルン州 |
| --                          | インターチェンジ                             | グラーボー Grabow                                    | 連邦道路5号線 連邦道路191号線 | メクレンブルク＝ フォアポンメルン州 |
| --                          | インターチェンジ                             | グロース・ヴァルノー Groß Warnow                     | --                            | ブランデンブルク州                  |
| --                          | インターチェンジ                             | カールシュテット（ 臨時終点） Karstädt               | --                            | ブランデンブルク州                  |
| --                          | インターチェンジ                             | コルビッツ（ 臨時起点） Colbitz                      | --                            | ザクセン＝ アンハルト州             |
| --                          | インターチェンジ                             | ヴォルミアシュテット（ 臨時終点） Wolmirstedt        | 連邦道路189号線               | ザクセン＝ アンハルト州             |
| --                          | 起点                                         | 臨時起点                                             | 連邦道路71号線                | ザクセン＝ アンハルト州             |
| 1                           | インターチェンジ                             | ダーレンヴァースレーベン Dahlenwarsleben             | 連邦道路71号線                | ザクセン＝ アンハルト州             |
| 2                           | ジャンクション                               | マクデブルク交差点 Kreuz Magdeburg                   | アウトバーン 2                | ザクセン＝ アンハルト州             |
| 3                           | インターチェンジ                             | マクデブルク＝シュタットフェルト Magdeburg-Stadtfeld | 連邦道路1号線                 | ザクセン＝ アンハルト州             |
| 4                           | インターチェンジ                             | ヴァンツレーベン Wanzleben                           | --                            | ザクセン＝ アンハルト州             |
| 5                           | アウトバーン規格の連邦道路とのジャンクション | マクデブルク＝ズーデンベルク Magdeburg-Sudenberg     | 連邦道路81号線                | ザクセン＝ アンハルト州             |
| 6                           | インターチェンジ                             | マクデブルク＝レフォルム Magdeburg-Reform            | --                            | ザクセン＝ アンハルト州             |
| 7                           | インターチェンジ                             | シェーネベック（エルベ） Schönebeck (Elbe)           | 連邦道路246a号線              | ザクセン＝ アンハルト州             |
| 8                           | インターチェンジ                             | カルベ（ザーレ） Calbe (Saale)                       | --                            | ザクセン＝ アンハルト州             |
| 9                           | インターチェンジ                             | シュタースフルト Staßfurt                            | --                            | ザクセン＝ アンハルト州             |
| 10                          | アウトバーン規格の連邦道路とのジャンクション | ベルンブルク Bernburg                                | 連邦道路6号線 連邦道路185号線 | ザクセン＝ アンハルト州             |
| 11                          | インターチェンジ                             | ブレッツカウ Plötzkau                                | --                            | ザクセン＝ アンハルト州             |
| 12                          | インターチェンジ                             | ケンネルン Könnern                                   | --                            | ザクセン＝ アンハルト州             |
| 13                          | インターチェンジ                             | レーベユーン Löbejün                                 | --                            | ザクセン＝ アンハルト州             |
| 15                          | インターチェンジ                             | ハレ＝トロータ Halle-Trotha                          | --                            | ザクセン＝ アンハルト州             |
| 16                          | インターチェンジ                             | ハレ＝トルナウ Halle-Tornau                          | --                            | ザクセン＝ アンハルト州             |
| 17                          | アウトバーン規格の連邦道路とのジャンクション | ハレ/パイセン Halle/Peißen                           | 連邦道路100号線               | ザクセン＝ アンハルト州             |
| 18                          | インターチェンジ                             | ハレ＝東 Halle-Ost                                   | --                            | ザクセン＝ アンハルト州             |
| 19                          | インターチェンジ                             | グレーバース Gröbers                                 | --                            | ザクセン＝ アンハルト州             |
| 20                          | ジャンクション                               | シュコイディッツ交差点 Schkeuditzer Kreuz            | アウトバーン 9                | ザクセン州                          |
| 21                          | インターチェンジ                             | シュコイディッツ Schkeuditz                          | --                            | ザクセン州                          |
| 22                          | インターチェンジ                             | ライプツィヒ＝北 Leipzig-Nord                        | --                            | ザクセン州                          |
| 23                          | インターチェンジ                             | ライプツィヒ＝中央 Leipzig-Mitte                     | 連邦道路2号線                 | ザクセン州                          |
| 24                          | インターチェンジ                             | ライプツィヒ＝見本市場 Leipzig-Messegelände          | --                            | ザクセン州                          |
| 25                          | インターチェンジ                             | ライプツィヒ＝北東 Leipzig-Nordost                   | 連邦道路87号線                | ザクセン州                          |
| 26                          | インターチェンジ                             | ライプツィヒ＝東 Leipzig-Ost                         | 連邦道路6号線                 | ザクセン州                          |
| 27                          | インターチェンジ                             | クラインペスナ Kleinpösna                            | --                            | ザクセン州                          |
| 28                          | ジャンクション                               | パーテンアウエ分岐点 Dreieck Parthenaue              | アウトバーン 38               | ザクセン州                          |
| 29                          | インターチェンジ                             | ナウンホーフ Naunhof                                 | --                            | ザクセン州                          |
| 30                          | インターチェンジ                             | クリンガ Klinga                                      | --                            | ザクセン州                          |
| 31                          | インターチェンジ                             | グリマ Grimma                                        | 連邦道路107号線               | ザクセン州                          |
| 32                          | インターチェンジ                             | ムッツシェン Mutzschen                               | --                            | ザクセン州                          |
| 33                          | インターチェンジ                             | ライスニヒ Leisnig                                   | --                            | ザクセン州                          |
| 34                          | インターチェンジ                             | デーベルン＝北 Döbeln-Nord                           | 連邦道路169号線               | ザクセン州                          |
| 35                          | インターチェンジ                             | デーベルン＝東 Döbeln-Ost                            | 連邦道路175号線               | ザクセン州                          |
| 36                          | インターチェンジ                             | ノッセン＝北 Nossen-Nord                             | 連邦道路175号線               | ザクセン州                          |
| 37                          | インターチェンジ                             | ノッセン＝東 Nossen-Ost                              | 連邦道路101号線               | ザクセン州                          |
| 38                          | ジャンクション                               | ノッセン分岐点 Dreieck Nossen                        | アウトバーン 4                | ザクセン州                          |